# Gare de Dison
La gare de Dison est une ancienne gare ferroviaire belge de la ligne 38A, de Battice à Verviers-Ouest située à Dison, ville et commune de la province de Liège, en Région wallonne.

## Situation ferroviaire
La gare de Dison était établie au point kilométrique (PK) 6,2 de la ligne 38A, de Battice à Verviers-Ouest, entre les gares de Chaineux et de Lambermont.

## Histoire
La gare de Dison est mise en service le 5 août 1879 par la Compagnie des chemins de fer des Plateaux de Herve qui inaugure le même jour la ligne de Battice à Verviers qui ne dispose alors que de deux gares intermédiaires : Dison et Chaineux.
Le trafic marchandises escompté ne se manifeste pas et celui des voyageurs régresse à partir du début du XXe siècle, victime notamment de la concurrence des tramways de Verviers puis des autobus. Les dégâts, jamais réparés, de la Seconde Guerre mondiale font de la ligne 38A une ligne en impasse réservée au trafic des marchandises.
Le dernier client, une usine de déchets textiles sur les hauteurs de Dison, cesse d'être raccordé au réseau ferré en 1961. La ligne perd ses rails peu après puis, en 1963, c'est toute l'infrastructure (talus, ponts, tunnels) d'une bonne partie de la ligne désaffectée qui doit disparaître pour céder la place à l'autoroute A27-E42. La section de ligne en courbe de part et d'autre de la gare n'est pas concernée et son bâtiment reste utilisé comme dépôt pour le service communal des travaux publics jusque dans les années 1970.
Il finira néanmoins par disparaître au profit d'une maison de retraite ; le tracé de la rue de la station étant rectifié grâce à la création d'un talus recoupant partiellement le tracé des voies. Une partie du mur de soutènement de la gare des marchandises et de l'ancienne rue de la station sert d'appui et de parking aux immeubles de la maison de retraite.

## Patrimoine ferroviaire
Le bâtiment des recettes, dont rien ne subsiste, était d'un plan proche de ceux des gares de Marchienne-au-Pont et Enghien, reprenant les cadres de pierre sculptés où est inscrit le nom de la gare. Il s'en distingue cependant par ses portes et fenêtres au sommet en arc en plein cintre et par la transition entre les façades et la toiture, dont les corniches en bois sont plus simplifiées, mais avec une frise en briques à motifs de bandes lombardes sur les pignons latéraux et transversaux. 
Les maisons de la place de la gare et le mur de soutènement en pierre sont les seuls vestiges de l'ancienne ligne 38A à cet endroit. Les deux ponts à arc routiers ont disparu lors du réaménagement de la rue de la station.